# Room for One More
Room for One More è una serie televisiva statunitense in 26 episodi trasmessi per la prima volta nel corso di una sola stagione nel 1962.
È una sitcom familiare basata su un romanzo di Anna Perrot Rose e sul film C'è posto per tutti e incentrata sulle vicende della famiglia Rose.

## Trama
George e Anna Rose decidono di ampliare la loro famiglia adottando due bambini. I quattro figli sono Jeff, Flip, Mary e Laurie.

## Personaggi e interpreti
- George Rose (26 episodi, 1962), interpretato da Andrew Duggan.
- Anna Rose (26 episodi, 1962), interpretata da Peggy McCay.
- Laurie Rose (26 episodi, 1962), interpretato da Carol Nicholson.
- Mary Rose (26 episodi, 1962), interpretata da Ahna Capri.
- Jeff Rose (26 episodi, 1962), interpretato da Tim Rooney.
- Ruth Burton (26 episodi, 1962), interpretata da Maxine Stuart.
- Flip Rose (25 episodi, 1962), interpretato da Ronnie Dapo.
- Walter Burton (8 episodi, 1962), interpretato da Jack Albertson.
È il vicino di casa.
- Jason (5 episodi, 1962), interpretato da John Hiestand.
- Fred (5 episodi, 1962), interpretato da Tommy Farrell.
- Dan (3 episodi, 1962), interpretato da Dan Tobin.
- Art (2 episodi, 1962), interpretato da Craig Marshall.

## Produzione
La serie fu prodotta da Warner Bros. Television e girata negli studios della Warner Brothers a Burbank in California. Tra i registi è accreditato Leslie H. Martinson (5 episodi, 1962) Tra gli sceneggiatori Anna Perrot Rose (24 episodi, 1962).

## Distribuzione
La serie fu trasmessa negli Stati Uniti dal 27 gennaio 1962 al 22 settembre 1962 sulla rete televisiva ABC.
Alcune delle uscite internazionali sono state:
- in Francia il 7 luglio 1963 (Cette sacrée famille)
- in Germania Ovest il 2 dicembre 1966 (Raum ist in der kleinsten Hütte)

## Episodi
| Stagione       | Episodi | Prima TV USA |
| -------------- | ------- | ------------ |
| Prima stagione | 26      | 1962         |